# 波動引擎
波動引擎是日式動畫《宇宙戰艦大和號》系列中的主流科技，同時也是主角艦大和號的原動力。波動引擎的設計圖則是由位於大麥哲倫星雲的依斯坎達爾行星的人工智能史塔莎所提供，是利用將無限存在的宇宙能量經壓縮轉換為超光速粒子（迅子）之後，藉此質點產生巨大波動能的第二類永動機，波動引擎身兼主輪機並可激活波動砲，大和號的主輪機可以扭曲、摺疊三維空間，並藉由第四維度進行在兩點間瞬時來回的曲跳(WARP)航法。